# Terzigno
Terzigno – miejscowość i gmina we Włoszech, w regionie Kampania, w prowincji Neapol.
Według danych na rok 2004 gminę zamieszkiwało 15 831 osób, 688,3 os./km².